# Stéphane Léger
Stéphane Léger (ur. 31 maja 1968) – francuski lekkoatleta specjalizujący się w biegach płotkarskich.
Największy sukces w karierze odniósł w 1987 r. w Birmingham, zdobywając na mistrzostwach Europy juniorów brązowy medal w biegu na 400 metrów przez płotki (uzyskany czas: 51,37).